# Bettina Galvagni
Bettina Galvagni, född 26 mars 1976 i Neumarkt (Egna), Italien, är en tyskspråkig författare från italienska Sydtyrolen. 
Efter att ha genomgått gymnasiet i Bolzano började Galvagni 1995 studera medicin i Wien. 1997 erhöll hon sitt första litteraturpris, Ernst-Willner-Preis. Samma år utkom hennes roman Melancholia, som hon till stor del författat vid 17 års ålder. 1998 fick hon Rauriser Literaturpreis för samma roman. Hon kallades för "den österrikiska litteraturens underbarn" (trots att hon är uppvuxen i Italien). 2002 utkom Galvagnis andra roman, Persona.  

## Verk
- Moira. Dikter. werkgruppe lyrik, 1996.
- Melancholia. Roman. Residenz Verlag, 1997. ISBN 3-7017-1068-6
- Persona. Roman. Luchterhand Literaturverlag, 2002. ISBN 3-630-87129-1